# リーブ・アリューシャン航空8便緊急着陸事故
リーブ・アリューシャン航空8便緊急着陸事故（リーブ・アリューシャンこうくう はちびん きんきゅうちゃくりくじこ、英語: Reeve Aleutian Airways Flight 8）とは、1983年にアラスカ州の沖合いで発生した航空事故。
突然に第4エンジンのプロペラが機体から外れ、それが胴体を直撃し、操縦困難に陥った。その後、機体はクルーたちの奮闘でアンカレッジ国際空港（現：テッド・スティーブンス・アンカレッジ国際空港）への緊急着陸に成功した。

## 事故当日のリーブ・アリューシャン航空8便

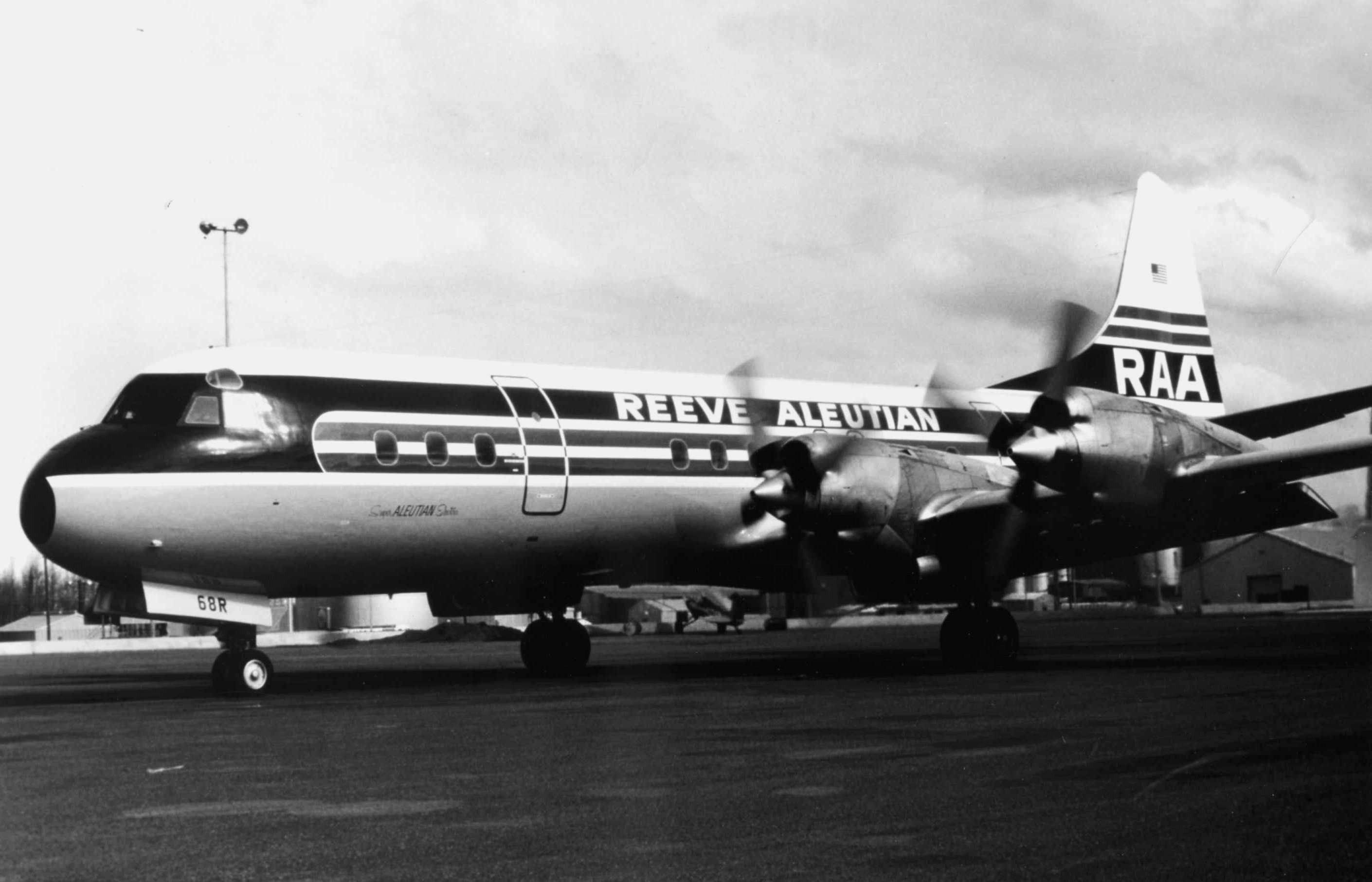
事故機のL-188 エレクトラ（N1968R）

- 使用機材：ロッキード L-188 エレクトラ（機体番号：N1968R）
- コールサイン：Reeve 8
- 予定フライトプラン：アラスカ州・コールド・ベイ空港（始点）→ワシントン州・シアトル・タコマ国際空港（終点）
- 乗員乗客：15名
  - 運航乗務員：3名（機長（当時54歳）・副操縦士（当時39歳）・航空機関士（当時45歳））
  - 客室乗務員：2名
  - 乗客：10名

## 事故の経緯
1983年6月8日、リーブ・アリューシャン航空8便はアラスカ州（アリューシャン列島）のコールド・ベイ空港と、ワシントン州のシアトル・タコマ国際空港を結ぶ週1回の定期便であった。この日もいつも通りロッキード L-188を使用しており、クルーたちもこの路線を何度も飛んでいたベテラン揃いだった。
離陸から数分後、どこからか異音がしているのを機長が気付き、航空機関士に客室の窓からエンジンを見てくるよう依頼した。航空機関士が席を外した直後、今度は機体の振動が大きくなっていることに副操縦士が気づき、異常を察した機長はコールド・ベイ空港に引き返すことを決断した。
同じ頃、客室からエンジンの様子を見に行った機関士と客室乗務員の1人が、第4エンジンからプロペラが外れるのを目撃した。プロペラは胴体下部を直撃し、コックピットと客室の間にある通路の床に幅50cm以上の穴が開いた。
このために急減圧が発生し、コックピットは気温と気圧の急激な変化によって発生した霧で溢れて視界が奪われ、機内の空気が漏れ出した。視界不良はすぐに解消されたが機体の操縦系統に障害が発生し、本来のコースを外れて右に大きく旋回し始めベーリング海に向かっていた。
操縦士は機体を水平に戻そうと試みたが、操縦桿が動かず手動操縦が利かなくなっており、酸素濃度の高い高度まで降りられないでいた。コックピットに戻ってきた機関士は、第4エンジンからプロペラが弾け飛んで落下したことを伝え、第4エンジンを緊急停止した。続けて、機関士と共にプロペラが落下するのを目撃した客室乗務員がコックピットを訪れ、機体の床に穴が開いていることを伝えた。
機長の咄嗟の判断で自動操縦に切り替えたところ、機体が安定して高度を下げることはできたが、ダメージは深刻で機体は右に傾く癖が付き、自動操縦での旋回が難しくなった上にエンジンの出力も全く制御できなくなっていた。機体を高度1万フィートまで下げた前後に、副操縦士はアンカレッジのリーブ・アリューシャン航空の運行管理者に緊急事態を宣言した。
その後、機長と副操縦士が操縦桿を渾身の力で操作したところ、ゆっくりながらも旋回することができた。しかし、コールド・ベイ空港に戻ろうと試みたものの、機体の設計が古いために8便の自動操縦装置では着陸出来なかった上に、燃料は満タンでエンジン出力を絞れないことで減速が出来ず、さらに長い滑走路があるキングサーモン空港に向かおうともしたが、その空港に着陸できても滑走路をオーバーランしてしまうため、リーブ・アリューシャン航空の運行管理者は、さらに長い滑走路を備えている北東のアンカレッジ国際空港に向かうことを強く勧めた。
アンカレッジへの道中には激しい乱気流が起きやすいアリューシャン山脈があり、パイロットたちはその提案に難色を示したが、それ以外に機体を安全に着陸させる選択肢はなかった。幸いにも当時アリューシャン山脈の上空に乱気流は発生しておらず、8便は4時間をかけてアンカレッジ空港のすぐ近くまで辿り着き、その間に燃料を消費して機体を軽くした。
アンカレッジ空港に辿りつく直前まで手動操縦が使えない状態だったが、懸命な努力により、手動で制御できる状態まで回復していた。これによってひとまず着陸は可能となったが、エンジン出力を絞れないためオーバーランする危険が残っていた。そのため、第2エンジンを停止して推力のバランスを取ることを試みた。
1度目の着陸では進入角度が急で速度が速すぎたため接地を断念したが、2度目の着陸では接地と同時に全エンジンを緊急停止し、非常ブレーキを使用して減速を試みた。機体は滑走路脇の溝（排雪溝）に前部の車輪がはまり込む形で停止し、非常ブレーキから煙は上がったものの火災は発生せず、乗員乗客15人全員は無事に生還した。

## 事故原因
国家運輸安全委員会（NTSB）が事故機を調べたものの、脱落したプロペラは海に落下したため、脱落原因はついに突き止めることが出来なかった。しかし、操縦不能に陥った原因は判明した。プロペラが胴体を直撃したときに発生した急減圧によって客室の床が窪み、操縦の制御用のケーブルが客室の床と機体のフレームの間に挟まれてしまい、エンジンの制御ケーブルもこれによって切断されてしまったためだった。なお、自動操縦は油圧でケーブルを動かすため、フレームに挟まれていてもなんとか操縦ができた。そして、アンカレッジ空港の手前で突然に手動操縦が回復したのは、パイロット達が力ずくで操縦桿を押したり引いたりしたことで機体のフレームが削れ、ケーブルを動かせるだけの隙間を作っていたためだった。

## その後
事故機は、修理後に運行へ戻された。機体は1959年製造モデル188C（製造番号C/N2007）、カンタス航空に納入（国籍登録記号VH-ECC）後、幾度かの転売を経てリーブ・アリューシャン航空が1968年に購入し、同年2月22日にN1968Rで登録したものである。カンタス航空の原型仕様は乗客座席数を制限して郵便物、軽貨物積載量が多く広いもので純旅客仕様モデルとは異なった。2000年6月まで運用された後ストアされ、翌年カナダのエアスプレー社へ売却（国籍登録記号C-GHZI）された。売却後は森林火災消防機に改造され2024年8月現在現役にある。
2020年8月23日17：50頃、カリフォルニア州チコ空港（KCIC）の北東20海里で空中消火活動中に機体が木に接触したものの、その後何事もなくチコ空港へ帰還した。飛行後のメンテナンスにおいて木に接触した形跡が見られたため、修理のために所有会社の整備基地へ送られた。
また、機長は、他の8便のクルーたちと共にロナルド・レーガン大統領から表彰された。機長は、その後も数年間リーブ・アリューシャン航空のパイロットとして飛び続けた後引退し、2010年1月5日に80歳で亡くなっている。
副操縦士を務めた男性は後年、『メーデー!:航空機事故の真実と真相』において出演した際、8便の事故が起きた当時の緊迫した状況や他のクルーたちのことを詳しく述べている。

## 映像化
- メーデー!:航空機事故の真実と真相 第10シーズン第1話「FIGHT FOR CONTROL」
  - この回では、副操縦士と客室乗務員、運行管理者とエンジニア、NTSBの本事故担当調査官（後にJAL123便・UA811便を担当）が出演している。
- 奇跡体験!アンビリバボー 2018年9月20日 『絶体絶命！！まさかの大逆転2時間SP』[4]